# Kritisk psykiatri
Kritisk psykiatri er en videnskabsteoretisk synsmåde.

## Oprindelse og syn
Udtrykket kritisk psykiatri stammer oprindeligt fra den såkaldte Frankfurterskole, en tværvidenskabelig institution af sociologisk/psykoanalytisk/filosofisk/marxistisk observans, der blev grundlagt før 2. Verdenskrig. Først og fremmest Fromm, Marcuse og Habermas er blevet internationalt kendte som repræsentater for denn idéetradition. 
Hvad angår psykiatriske, praktiske og teoretiske problemstillinger kaldes denne synsmåde kritisk psykiatri, på samme måde som man taler om kritisk filosofi, kritisk sociologi, etc. 
Psykiatriske institutioner betragtes som et samfundsfænomen, der dybest set er udtryk for statsmagtens interesse i at beskytte den herskende klasse i lighed med skolen, militæret, etc.

## Opgaven for den kritiske psykiatri
Analysere hvordan anvendelse af psykiatri kan gå imod specifikke gruppers interesser, fx førtidspensionering af arbejdsløse, sygemelding og medicinering af personer, som har det dårligt på grund af samfundets produktionsforhold. 
Endvidere afdækkes de samfundsforhold, der forårsager psykiske forstyrrelser samt arbejde for at forbedre situationen, inden den pågældende havner i det psykiatriske behandlingssystem.